# Michael Kollender

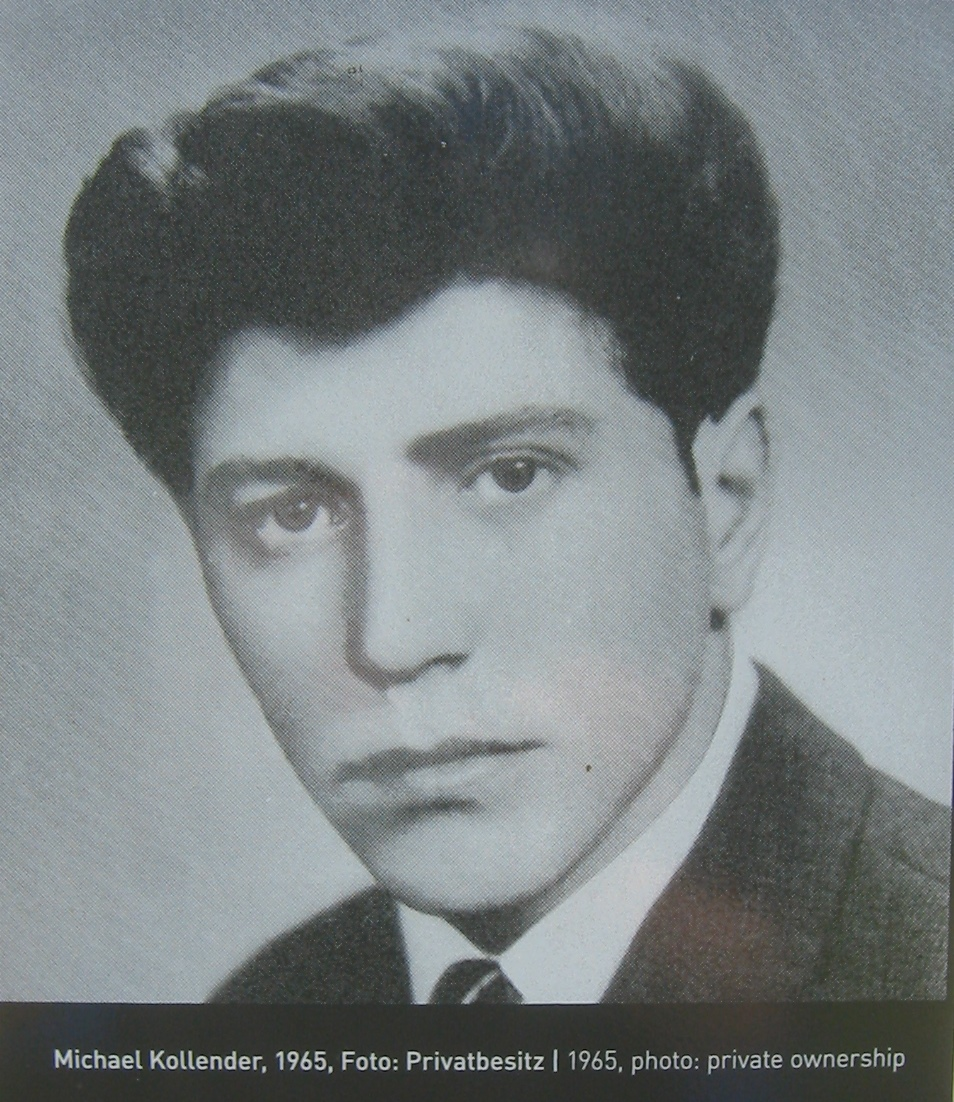
Michael Kollender

Michael Kollender (* 19. Februar 1945 in Schlesien; † 25. April 1966 in Berlin) war ein Todesopfer an der Berliner Mauer. Er starb während eines Fluchtversuchs durch Schüsse von Angehörigen der Grenztruppen der DDR.

## Leben
Zusammen mit seinen drei jüngeren Geschwistern wuchs er im sächsischen Oberlungwitz auf. Später arbeitete er als Kraftfahrer bei einer Maschinen-Traktoren-Station in einem Nachbarort, bis er im November 1965 zum Wehrdienst einberufen wurde. Bei der Nationalen Volksarmee absolvierte er eine Ausbildung zum Kanonier bei einem Flugabwehr-Raketenregiment. Er galt als regimekritisch und trug sich mit Fluchtgedanken.
Am 24. April 1966 war Kollender in der Nachtschicht als Posten auf dem Gelände der ehemaligen Henschel Flugzeug-Werke in Berlin-Johannisthal eingesetzt. In dieser Nacht unternahm er seinen Fluchtversuch. Bewaffnet und in Uniform verließ er seinen Posten, überquerte den Flugplatz Johannisthal und kletterte über die Hinterlandmauer der Grenzsicherungsanlage. Vier zwischen 100 und 200 Meter von ihm entfernt stehende Grenzsoldaten entdeckten ihn umgehend und nahmen ihn unter Beschuss. Insgesamt gaben sie über 100 Schuss ab. Unbeirrt setzte Kollender seine Flucht fort. Als er kurz vor dem letzten Stacheldraht ankam, gaben zwei der Grenzposten Sperrfeuer ab, um ihn an einer weiteren Flucht zu hindern, dabei trafen sie ihn zwei Mal in den Kopf und mehrfach in den Körper. Den Schwerverletzten schleiften die Grenzer in einen Graben, von dem aus er eine halbe Stunde später ins Krankenhaus der Volkspolizei in Berlin-Mitte abtransportiert wurde. Dort verstarb Michael Kollender.
Der angebliche Todesschütze bekam am gleichen Tag die Medaille für vorbildlichen Grenzdienst verliehen und wurde befördert. Alle beteiligten Grenzer wurden für ihr Verhalten belobigt. Nach der deutschen Wiedervereinigung erhob die Staatsanwaltschaft Berlin Anklage gegen die vier Grenzer. Einer von ihnen wurde zu einer Freiheitsstrafe von neun Monate auf Bewährung verurteilt. Der mutmaßliche Schütze wurde freigesprochen, da er angab, Kollender als Fahnenflüchtling erkannt zu haben und das Gericht feststellte, dass Fahnenflucht auch in einem Rechtsstaat verfolgt wird.